# Traducción financiera
La traducción financiera es una especialización dentro del ámbito de la traducción técnica. Bancos, agencias de gestión de activos, agencias de traducción y empresas de todo tipo que necesitan traducir su documentación de carácter financiero solicitan regularmente este tipo de servicio a traductores especializados. 
La documentación financiera es variada y abarca desde las cuentas anuales de una empresa (balance, cuenta de pérdidas y ganancias, memoria, estado de flujos de efectivo, estado de cambios en el patrimonio neto) a la documentación que generan los fondos de inversión (hoja técnica y prospecto). También podemos hallar estos documentos:
- Documentos relacionados con fusiones y adquisiciones
- Documentos sobre privatización
- Registros de contabilidad
- Estudios de viabilidad
- Informes de auditoría
- Declaraciones de impuestos
- Planes de compensación y beneficios
- Acuerdos y contratos legales
- Documentos relacionados con seguros
- Correspondencia financiera
- Materiales publicitarios para instituciones financieras
- Sistemas de respuesta por voz
- Presentaciones impresas y audiovisuales

Muchos de estos documentos deben ser entregados por ley ante las autoridades pertinentes, los accionistas o los partícipes de un fondo de inversión. El hecho de que muchas de las empresas que generan esta documentación operen en diferentes países, hace imprescindible su traducción a multitud de idiomas.
- Datos: Q16642021